# Tom Sharpe
Tom Sharpe (Londra, 30 marzo 1928 – Palafrugell, 6 giugno 2013) è stato uno scrittore umoristico inglese.
Laureato in antropologia a Cambridge, ha vissuto in Sudafrica per undici anni, lavorando come insegnante e assistente sociale a stretto contatto con la popolazione di colore. Nel 1961, è costretto a lasciare il paese per "attività antigovernative", e torna a Cambridge, dove svolge l'incarico di lettore di Storia fino al 1972. Solo allora ha cominciato a dar sfogo alla sua natura di clown (come lui stesso si definisce) scrivendo una serie di romanzi che lo hanno fatto paragonare a P.G. Wodehouse e ad Evelyn Waugh. In Italia tutte le sue opere sono state pubblicate principalmente da Longanesi e successivamente da TEA.

## Opere
- La mischia (Riotous Assembly, 1971), Longanesi, 1983 ISBN 88-7819-712-2
- Oltraggio al pudore (Indecent Exposure, 1973), Longanesi, 1993 ISBN 88-304-1149-3
- Accidenti!  (Porterhouse Blue, 1974), Longanesi, 1992 ISBN 88-304-1092-6
- Paesaggio con macchia (Blott on the Landscape, 1975), Longanesi, 1986 ISBN 88-7818-278-8
- Eva, una bambola e il professore (Wilt, 1976), Longanesi, 1982 ISBN 88-7819-179-5
- La grande caccia (The Great Pursuit, 1977), Longanesi, 1989 ISBN 88-304-0867-0
- Il bastardo primordiale (The Throwback, 1978), Longanesi, 1987 ISBN 88-7819-525-1
- Eva alternativa (The Wilt Alternative, 1979), Longanesi, 1994 ISBN 88-304-1221-X
- Vizi ancestrali (Ancestral Vices,  1980), Longanesi, 1990 ISBN 88-304-0950-2
- Robaccia d'annata (Vintage Stuff, 1983), Longanesi, 1991 ISBN 88-304-1023-3
- Eva colpisce ancora (Wilt on High, 1985), Longanesi, 1988 ISBN 88-304-0819-0
- Una mostruosa abbuffata (Grantchester Grind, 1995), Longanesi, 1996 ISBN 88-304-1362-3
- Fumata nera  (The Midden, 1996), Longanesi, 1997 ISBN 88-304-1424-7
- Quattro gemelle indiavolate (Wilt in Nowhere, 2004), Longanesi, 2005 ISBN 88-304-2177-4
- Le diavolesse (The Gropes, 2009), Longanesi, 2011 ISBN 978-88-304-2738-9
- The Wilt Inheritance (2010, non ancora tradotto)